# Hồ Trị An
Hồ Trị An (Nederlands: Trị Anmeer) of Ấp Phú Cát is een stuwmeer in de provincie Đồng Nai in het zuiden van Vietnam. Het meer ligt ongeveer 30 kilometer ten noordoosten van de stad Biên Hòa, de hoofdstad van de provincie. Het Tri Anmeer wordt gevoed door Sông Bé (Kleine rivier). Na de stuwdam stroom het water als de rivier Đồng Nai naar Ho Chi Minhstad. Het meer is vernoemd naar Trị An, een xã in het district Vĩnh Cửu.